# Watertoren Entrepot-West

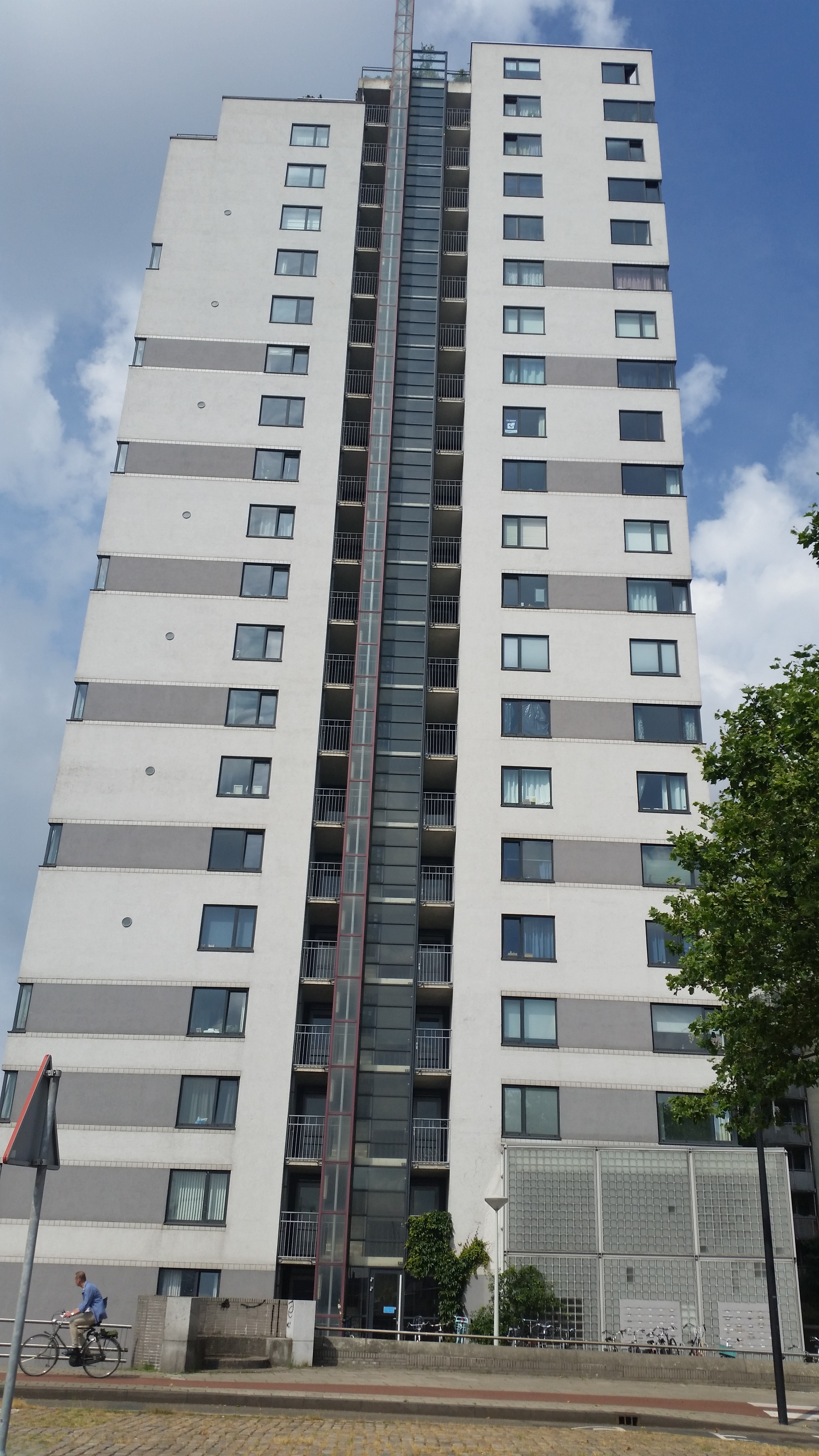
Torenflat in juli 2019

Watertoren Entrepot-West in Amsterdam is een torenflat die is ontworpen door architect Hans van Beek en Frans Dirks van architectenbureau Atelier PRO. Het gebouw staat aan de C. van Eesterenlaan, in het voormalige stadsdeel Zeeburg in Amsterdam-Oost. 
De toren van woningen telt 20 verdiepingen en heeft een hoogte van 60 meter. De woningen zijn opgeleverd in 1997, als sluitstuk van een hele wijk die Atelier PRO mocht ontwerpen. De naam Watertoren dankt het aan de situatie ter plaatse; ze staat deels in het water, maar het is geen watertoren in de klassieke betekenis. Om aanvaring te voorkomen werd het gebouw aan de waterkant beschermd door remmingswerk. Van Beek integreerde over de gehele hoogte van de flat een "kunstwerk". Het bestaat uit een verticale lijn (de grijsblauwe streep op de foto), dat 's nachts oplicht. In een half uur tijds komen allerlei kleuren voorbij, voordat het opnieuw begint. Van Beek was in 2020 (Het Parool) nog in de veronderstelling dat er slechts een kleur gebruikt werd, maar bij contact was hij blij verbaasd dat de kleurvariatie door hem voorgeschreven is aangehouden. Als reactie daarop kwam het bericht dat het "werk" van Van Beek TL-buizen met gekleurde hoezen door de bewoners was vervangen door een LED-verlichtingsbalk die tot ver boven het dak uitsteekt; de LED-verlichting kan op elke kleur gezet worden die verlangd wordt.